# Abdelaziz Ennaji El Idrissi

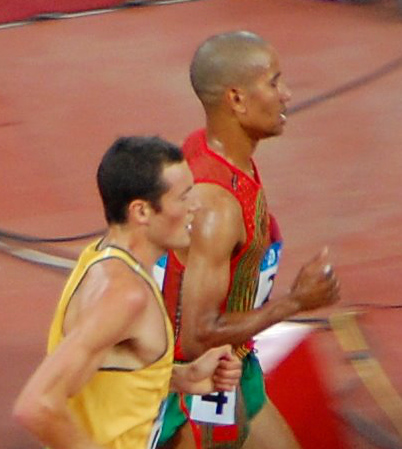
Abdelaziz Ennaji El Idrissi (rechts) bei den Olympischen Spielen 2008

Abdelaziz Ennaji El Idrissi (* 8. Dezember 1986 in Ouled Mrah, Provinz Settat) ist ein marokkanischer Langstreckenläufer.

## Leben
Bei den Olympischen Spielen 2008 in Peking schied er über 5000 m im Vorlauf aus. 2010 wurde er Vierter bei der Maratona d’Italia. Im Jahr darauf gewann er den Casablanca-Marathon und den Turin-Marathon. 2012 folgte ein vierter Platz beim Daegu-Marathon.
Abdelaziz Ennaji El Idrissi wurde vom Trainer Sergio Lo Presti entdeckt und lebt seit 1998 in Italien.

## Persönliche Bestzeiten
- 1500 m: 3:40,02 min, 11. Juli 2007, Nuoro
- 3000 m: 7:53,67 min, 6. Juni 2008, Turin
- 5000 m: 13:06,81 min, 20. Juli 2008, 20. Juli 2008, Heusden-Zolder
- Marathon: 2:08:13 h, 13. November 2011, Turin